# Messages (Google)
Messages је апликација за SMS и размену тренутних порука коју је Гугл развио за свој Андроид мобилни оперативни систем. Такође је доступан и веб интерфејс. Покренут 12. новембра 2014, подржава напредне комуникационе услуге (RCS) од 2018. године.
Апликација не подржава свеобухватно/целокупно шифровање.

## Историја
Средином 2018. године Гугл је лансирао поруке за веб.
У децембру 2019. Гугл је увео подршку за RCS поруке у САД и неколико земаља Европе.